# Пачиси
Пачиси (хинди पचीसी; от «пачис» — «двадцать пять»; также известна как: Пахиси, Парчис, Пачизи, Людо, «Не сердись») — настольная игра, появившаяся в Индии более 4000 лет назад. Представляет собой игровое поле в виде креста, по которому игрок перемещает фишки. Количество клеток, на которые перемещается фишка, определяется броском пяти, шести или семи раковин каури. Считается национальной игрой Индии.

## История
Первые описание и игровые принадлежности пачиси датируются по индийским источникам и результатам археологических раскопок третьим тысячелетием до нашей эры. Исключение составляет игровое поле, современный вид которого известен не ранее чем с XVI века. Более поздние предметы, которые можно рассматривать в качестве игрового поля пачиси, также известны с третьего тысячелетия до нашей эры, но отличаются по форме: это могут быть как изображённое на камне поле, так и рисунок, выполненный на ткани.
Одной из версий игры, имеющей столь же древнее происхождение, является чаупар.

## Происхождение названия
Название игры происходит от слова «пачис», означающего на хинди «двадцать пять». Это число — максимально возможное количество очков, которые можно заработать за один бросок в традиционном варианте игры. В других вариантах игры количество очков может быть больше.

## Правила игры
В пачиси могут играть два, три или четыре человека. При игре вчетвером игроки обычно образуют две команды.
При игре вдвоём каждый игрок получает четыре фишки, отличающиеся цветом. Перед началом игры они устанавливаются в центральном квадрате игрового поля. Задача игрока — первым обойти всеми фишками всё поле. В свой ход игрок бросает шесть раковин каури, а затем определяет, сколько очков он заработал, считая количество раковин, лежащих отверстием вверх. Выбросив шесть и более очков, игрок получает право на дополнительный бросок.
| Каури | Очки | Дополнительный бросок |
| ----- | ---- | --------------------- |
| 0     | 25   | зелёная ✓             |
| 1     | 10   | зелёная ✓             |
| 2     | 2    | ❌                    |
| 3     | 3    | ❌                    |
| 4     | 4    | ❌                    |
| 5     | 5    | ❌                    |
| 6     | 6    | зелёная ✓             |

После броска можно передвигать только одну фишку, находящуюся на поле. Чтобы ввести в игру дополнительную фишку, нужно выбросить не менее 6 очков. Если в перемещение фишки заканчивается в клетке, где стоит фишка другого игрока, чужая фишка возвращается в центральный квадрат, исключение составляют особые клетки-«за́мки». Обход поля заканчивается возвращением в центральный квадрат, при этом игрок обязан выбросить точно количество очков.